# ماچییووکا
ماچییووکا (به لاتین: Maciejówka) یک روستا در لهستان است که در گمینا بلسک دوژه واقع شده‌است.